# Mikhaïl Skobelev
Mikhaïl Dmitrievitch Skobelev, ou Skobeliev, également appelé Michel Skobeleff (en russe : Михаи́л Дми́триевич Ско́белев), né le 29 septembre 1843 à Saint-Pétersbourg et décédé le 7 juillet 1882 à Moscou, est un général russe connu pour la conquête de l'Asie centrale et ses actions durant la Guerre russo-turque de 1877-1878. Il était surnommé le « général blanc », car il allait au combat sur un cheval blanc et était lui-même souvent habillé de blanc.

## Biographie

### Formation
Fils du général Dimitri Ivanovitch Skobelev et d'Olga Nikolaïevna née Poltavtseva, il fut élevé par un précepteur allemand, puis il fut envoyé en pension à Paris, à la pension Girardet. Lorsque le jeune Skobelev retourna en Russie, Girardet le suivit et s'occupa de sa formation. En 1858-1860, il se prépara à entrer à l'université de Saint-Pétersbourg grâce aux leçons de l'académicien Alexandre Nikitenko. Skobelev réussit ses examens, mais l'université était alors fermée, à cause de troubles estudiantins.
Le 22 novembre 1861, Skobelev servit dans le régiment des chevaliers-gardes. L'année suivante, il fut nommé junker et en 1863 cornette. En février 1864, ordonnance du général-comte Baranov, il servit à Varsovie. Il demanda peu après à passer au régiment des hussards de Grodno de la Garde impériale, car elle combattait l'insurrection polonaise. En 1864, il passa quelque temps de permission pour observer le théâtre des opérations des Danois contre les Prussiens. En août 1864, il fut nommé lieutenant. À l'automne 1866, il entra à l'École militaire d'état-major Nicolas, destinée aux officiers pour parfaire leur formation. À sa sortie, en 1868, il fut classé treizième sur les vingt-six officiers choisis pour entrer à l'État-major-général.

### Premières actions en Asie centrale
En novembre 1868, Skobelev fut envoyé au Turkestan. Il devait rester en Asie centrale, à part une interruption de deux ans auprès du grand-duc Michel dans le Caucase, jusqu'en 1877. Au début, il était basé à Tachkent. Il put observer la façon de combattre des populations locales et conduire des opérations de renseignement.
Il commanda une colonne de la garde avancée du colonel Lomakine se dirigeant vers la mer Caspienne et qui faisait la jonction avec les troupes du général Verevkine, venues d'Orenbourg afin de faire le siège de Khiva. Cette expédition dans un environnement semi-désertique contre le khanat de Khiva eut lieu en 1873, et Skobelev se fit reconnaître par sa bravoure. Déguisé en Turkmène, il partit avec ses hommes en reconnaissance sur la route d'Igdy à Khiva et le long de l'Oxus. Khiva capitula le 29 mai 1873 et signa le traité de paix de Guendeman, le 12 août suivant.
Il passa l'hiver 1873-1874 en permission dans le midi de la France et sur la côte basque, où il s'enflamma pour la cause carliste. Le 22 février, il fut nommé colonel et en avril nommé à la suite de Sa Majesté impériale. En septembre, il fut nommé dans le gouvernement de Perm.
En avril 1875, le colonel Skobelev retourna à Tachkent et fut nommé attaché militaire de l'ambassade partant pour Kachgar reconnaître les capacités militaires de la région, peuplée d'Ouïgours. Il prit part à l'expédition vers le khanat de Kokand sous les ordres du général von Kaufmann, où il s'illustra notamment lors de la prise de la forteresse de Makhram, en août, ainsi que lors d'une attaque de nuit à Andijan (aujourd'hui en Ouzbékistan) où l'ennemi était en surnombre. Le 19 février 1876, le khanat de Kokand se réunit à l'Empire russe et devint l'oblast de Ferghana. Le 2 mars, Skobelev en fut nommé le gouverneur militaire et fut décoré de l'Ordre de Saint-Vladimir de 3e classe, ainsi que de l'Ordre de Saint-Georges de 3e classe avec épées et brillants. Il fut élevé au grade de général-major à 32 ans.
Devenu gouverneur, il sut trouver la confiance des belliqueuses tribus locales Sartes et Kyptchaks, qui firent serment de ne pas se soulever. Il fit bâtir des forteresses contre les incursions des Kirghizes.

### Guerre russo-turque
Depuis quelques années, la Question d'Orient devenait brûlante, surtout avec le soulèvement des Bulgares contre les Turcs en 1875. En 1877, le jeune général Skobelev retourna dans l’armée combattante pour prendre part à la guerre russo-turque. Au début, il prit part à des opérations mineures, puis il commanda une division de cosaques que son père avait commandée. Il traversa le Danube, les 14 et 15 juin 1877 avec l’armée du général Dragomirov et attaqua les Turcs sur leur flanc : il prit la ville de Bela, et après la bataille de la Passe de Chipka s’attaqua à Lovetch en direction de Plevna. Il prit part à la seconde bataille de Plevna qui ne suffit pas à la libérer des Ottomans. Ce n’est qu’à la troisième bataille de Plevna, avec la prise définitive de Lovetch, où ses hommes et lui se distinguèrent par leur bravoure, que Skobelev à la tête de la 16e division, et malgré son opposition à Édouard Totleben, réussit à vaincre Osman Pacha et ses troupes, le 9 décembre 1877.
Ensuite sous le commandement du général Radetsky, le général Skobelev traversa la péninsule balkanique et affronta à Chipka, sous la neige les troupes de Vessel Pacha qui capitulèrent. Ensuite les Russes se dirigèrent vers Constantinople et, au grand dam des Anglais, battirent les Turcs à quelques kilomètres de la ville, à Andrinople. Ce fut la fin de la guerre. Skobelev resta quelque temps sur place, puis dans la nouvelle Bulgarie, créée par la Russie.

### Après la guerre

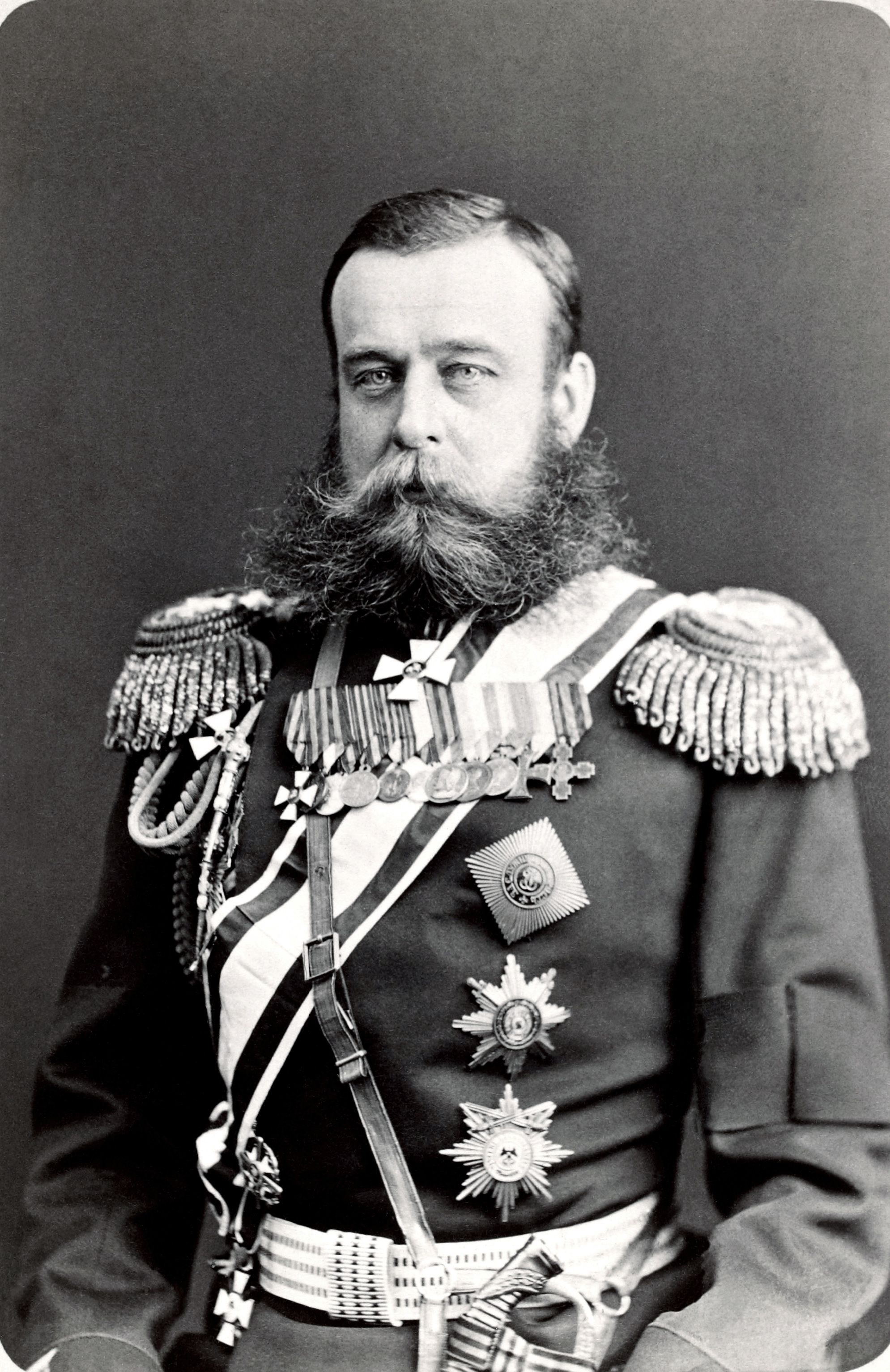
Mikhail Skobelev

Le général devint extrêmement populaire et connu dans toute l’Europe, mais il dut aussi affronter des inimitiés au sein de l’État-major russe. Il mettait en garde ses pairs contre le nouvel Empire allemand, dont l’armée était puissante et bien organisée. Il était inquiet de l’apparition dans la littérature et les journaux de l’époque de l’appel de certains écrivains germanophones à détruire la Russie en tant que puissance. Pour ce faire, il fallait lui ôter le grand-duché de Finlande, la Petite Russie, l’Arménie, etc. Skobelev se rapprochait donc des cercles slavophiles.
En 1880, il participa à une expédition dans les oasis de Ahal Tekin (Al-Teke), dans l’actuel Turkménistan, avec 11 000 hommes, 16 000 chameaux et 3 000 chevaux. En janvier 1881, la forteresse de Geok Teke fut prise et le reste du Turkménistan fut annexé à l’Empire, avec la région de Merv. Le 14 janvier 1881, il fut élevé au grade de général d’infanterie, décoré de l’ordre de Saint-Georges de 2e classe et, quelques mois après, envoyé à Minsk pour réorganiser les forces militaires.
De temps à autre, le général se reposait dans son domaine près de Riazan. Il avait de bons rapports avec ses paysans, mais sa santé s’altéra. Il y eut d’abord l’assassinat de sa mère qui lui causa une immense douleur, l’assassinat de l’empereur Alexandre II qui lui avait fait confiance, et sa mésentente avec son épouse, née princesse Gagarine, qui obtint la séparation. Il n’était pas heureux dans sa vie privée.
Le 4 juillet 1882, il obtint une permission d’un mois et se rendit de Minsk à Moscou. Il était en compagnie de quelques officiers, dont le baron von Rosen, et rencontra le prince Obolensky qui le trouva contrarié. Il se rendit chez Axakov, le célèbre journaliste, lui demandant de garder des documents car il craignait qu’on ne lui les vole. Le lendemain, après un dîner donné en son honneur par le baron von Rosen, il rentra à son hôtel (Anglia) situé à l’angle de la rue Stolechnikov et de la rue Petrovka. Or une cocotte de haut-vol, Charlotte (ou Eléonore) Altenrose, de nationalité austro-hongroise, y logeait aussi dans une suite connue des cercleux et des mondains. C’est ici qu’il mourut d’une crise cardiaque à l’âge de trente-neuf ans. Son corps fut transféré dans un autre hôtel où il avait ses habitudes, pour éviter le scandale. Certains assuraient déjà qu’il s’était suicidé, d’autres qu’on l’avait tué. Les journaux européens s’emparèrent de l’affaire, d’aucuns, comme en France croyaient y voir la main de Bismarck.
Le général fut enterré dans son domaine de Spassko-Zaborovsky, dans l’ouiezd de Ranenburg, près de Riazan.
Plusieurs statues du général se trouvent encore en Russie, malgré la démolition de certaines d’entre elles (Moscou) après la révolution d'Octobre. 
Sa sœur Zinaïda, titrée comtesse de Beauharnais, était l’épouse morganatique du prince Romanovski, 5e duc de Leuchtenberg, et petit-fils de l'empereur Nicolas Ier. Son autre sœur, Nadejda, était l’épouse du prince Constantin Espérovitch Belosselsky-Belozersky, général aide-de-camp de l’empereur Nicolas II.